# Das erste Mal
Das erste Mal ist das erste Studioalbum von Marius Müller-Westernhagen. Es stammt aus dem Jahr 1975.

## Entstehung
Westernhagen spielte das Album zusammen mit der damaligen Besetzung der Band Lucifer’s Friend ein. Das Album wurde im Oktober 1974 von Peter Hesslein produziert.

## Rezeption
Das Album war kommerziell nicht erfolgreich. Trotzdem spielte Westernhagen später einige Lieder davon oft bei Konzerten. Die Website rezensator.de findet, das Album habe „ein paar hörenswerte Songs“ und auch sonst sei es für die damalige Zeit nicht schlecht gewesen. rateyourmusic.com ermittelte eine Durchschnittsbewertung des Albums von 3.52 von 5 Punkten.

## Titelliste
1. Horsti – 4:27
2. Wir waren noch Kinder – 4:21
3. Marion aus Pinneberg – 2:42
4. Taximann – 5:24
5. Wenn jemand stirbt – 3:47
6. Sie war auch dann noch da – 3:51
7. Der Typ auf Zelle Nr. 10 – 6:00
8. Fasten seat belt – 5:10
9. Es geht mir wie dir – 4:26
10. Epilog – 1:50

## Wiederveröffentlichung
Das Album wurde von Tim Young und den Metropolis Studios neu gemastert und am 13. November 2000 wiederveröffentlicht.